# Headingley (Manitoba)
Headingley es un municipio rural canadiense situado en la provincia de Manitoba.

## Superficie
Headingley tiene una superficie de 107,53 km².

## Demografía
En 2021, tenía 4331 habitantes, una densidad poblacional de 40,3 hab./km², y 1342 viviendas.